# Micronellides oliveri
Micronellides oliveri är en urinsektsart som beskrevs av John Tenison Salmon 1944. Micronellides oliveri ingår i släktet Micronellides och familjen Paronellidae. Inga underarter finns listade i Catalogue of Life.